# Ștefan Mușoiu
Ștefan Mușoiu (n. 16 iunie 1975

, Colelia, Ialomița, România) este un deputat român, ales în 2016. 